# 謝国権
謝 国権（しゃ こくけん、1925年6月28日 - 2003年11月12日）は、日本の医師（産婦人科）。日本医科大学医学博士。著書『性生活の知恵』で知られ、奈良林祥、ドクトル・チエコと並ぶ日本の性医学評論のパイオニアとして活動した。日本赤十字社本部産院（現在の日本赤十字社医療センター産科）産婦人科医局長在任当時、同書がベストセラー（100万部）となった。元・謝国権診療所所長。

## 人物・来歴
1925年（大正14年）6月28日、東京府（現在の東京都）に、台湾出身の詩人・謝溪秋（1892年 - 1959年）の三男として生まれる。
1959年（昭和34年）、「新生児の核黄疸に関する研究」で日本医科大学医学博士。
1960年（昭和35年）、『性生活の知恵』を執筆・発表し、ミリオンセラーとなる。
1962年（昭和37年）、日本赤十字社を退職、都内世田谷区上馬五丁目に産婦人科の診療所「謝国権診療所」を開業する。
2003年（平成15年）11月12日、死去。78歳没。

## ビブリオグラフィ
- 『お産 - らくなお産と上手な避妊法』（池田書店、1958年）
- 『性生活の知恵』（池田書店、1960年）
- 『人間の性反応 - マスターズ報告』（原著Virginia E. Johnson、池田書店、1966年/1980年） - 翻訳
- 『結婚前後の知恵』（池田書店、1968年）
- 『愛 - The Love in sex life』（池田書店、1969年）
- 『姿 - Lure of postures』（池田書店、1970年）
- 『性の生態学 - 生きのびるための知恵』（原著ドナルド・E.カー、講談社、1971年） - 黒田洸一と共訳
- 『図解妊娠と出産』（池田書店ウイッチ・ブックス、1979年）
- 『人間の性不全 - マスターズ報告2』（原著Virginia E. Johnson、池田書店、1980年） - 翻訳
- 『同性愛の実態 - マスターズ報告3』（原著Virginia E. Johnson、池田書店、1980年） - 翻訳
- 『Happy sex - 相談できない性の相談』（光文社、1980年）
- 『ぱーふぇくと・らぶ』（毎日新聞社、1988年）

## フィルモグラフィ
- 『性生活の知恵』（原作、監督水野洽、1961年）
- 『性生活の知恵 第二部』（原作、監督阿部毅、1961年）
- 『これからのセックス 三つの性』（原作、監督瑞穂春海、1964年）
- 『謝国権「愛」より （秘）性と生活』（原作、監督鷹森立一、1969年）

## 関連事項
- アルフレッド・キンゼイ
- en:Masters and Johnson